# Parametri orbitali di Nettuno
Con una massa pari a circa 17 volte quella terrestre ed una densità media di 1,64 volte quella dell'acqua Nettuno è il più piccolo e più denso fra i pianeti giganti del sistema solare. Il suo raggio equatoriale, ponendo lo zero altimetrico alla quota in cui la pressione atmosferica vale 1000 hPa, è di 24764 km.
Le dimensioni di Nettuno sono leggermente inferiori rispetto a quelle di Urano (il cui raggio medio è pari a circa 25600 km), ma la sua massa è maggiore.

## Rotazione differenziale
Mentre il campo magnetico del pianeta ruota attorno all'asse in 16,11 ore, le nubi equatoriali compiono una rotazione in circa 19,2 ore; è questo un caso di rotazione differenziale.

## Caratteristiche dell'orbita
A causa dell'alta eccentricità dell'orbita di Plutone e dei corpi minori che presentano i medesimi parametri orbitali (i plutini), periodicamente Nettuno viene a trovarsi più lontano dal Sole di questi ultimi; nel caso di Plutone, è accaduto per l'ultima volta tra il 1979 ed il 1999. Ciononostante una collisione fra Nettuno e Plutone è del tutto inverosimile a causa dell'alta inclinazione fra i piani orbitali.

## Oggetti transnettuniani
Nettuno è il pianeta più esterno del sistema solare. Le nuove scoperte di moltissimi corpi celesti nel sistema solare esterno hanno portato gli astronomi a coniare un nuovo termine, oggetto transnettuniano, che designa qualsiasi oggetto orbitante oltre l'orbita di Nettuno (o comunque formatosi in quella regione come è forse il caso di Tritone). Lo stesso Plutone è un oggetto transnettuniano di particolare grandezza.